# Chrysler Crossfire
Chrysler Crossfire je sportovní kupé americké automobilky Chrysler. 
Vůz byl představen veřejnosti jako concept car a vyrábět se začal v roce 2003. Autorem návrhu byl Eric Stoddard. Crossfire byl vyráběn v továrně německé společnosti Karmann v Osnabrücku. Crossfire nahradil vozy Plymouth/Chrysler Prowler a byl předchůdcem modelu Dodge Demon. 
Crossfire je postaven na bázi vozu Mercedes-Benz R170 a využívá i 39 % komponentů z vozů Mercedes. Původně byly představeny verze kupé a roadster, o rok později byl do výroby uveden i kabriolet s motorem přeplňovaným kompresorem s označením SRT-6.

## Technické údaje
- Motor: zážehový šestiválec do V s rozvodem OHC a objemem 3,2 l
- Výkon: 160 kW
  - verze SRT-6 shodný motor s kompresorem o výkonu 246 kW
- Maximální kroutící moment: 310 N m

### Rozměry
- Délka: 4058 mm
- Šířka: 1766 mm
- Výška: 1296/1303 mm
- Rozchod
  - vpředu: 1502 mm
  - vzadu: 1493 mm
- Hmotnost: 1296 – 1590 kg
- Objem zavazadlového prostoru: 215 l

### Jízdní vlastnosti
- Zrychlení z 0 na 100 km/h: 6.7 s
- Maximální rychlost: 240 km/h

- Pneumatiky:
  - vpředu: 225/40 ZR 18
  - vzadu: 255/35 ZR 19

## Produkce
Výroba vozů Crossfire v jednotlivých letech:

| Rok   | 2003   | 2004   | 2005   |
| ----- | ------ | ------ | ------ |
| Počet | 35 700 | 28 000 | 12 500 |